# Freedom Riders

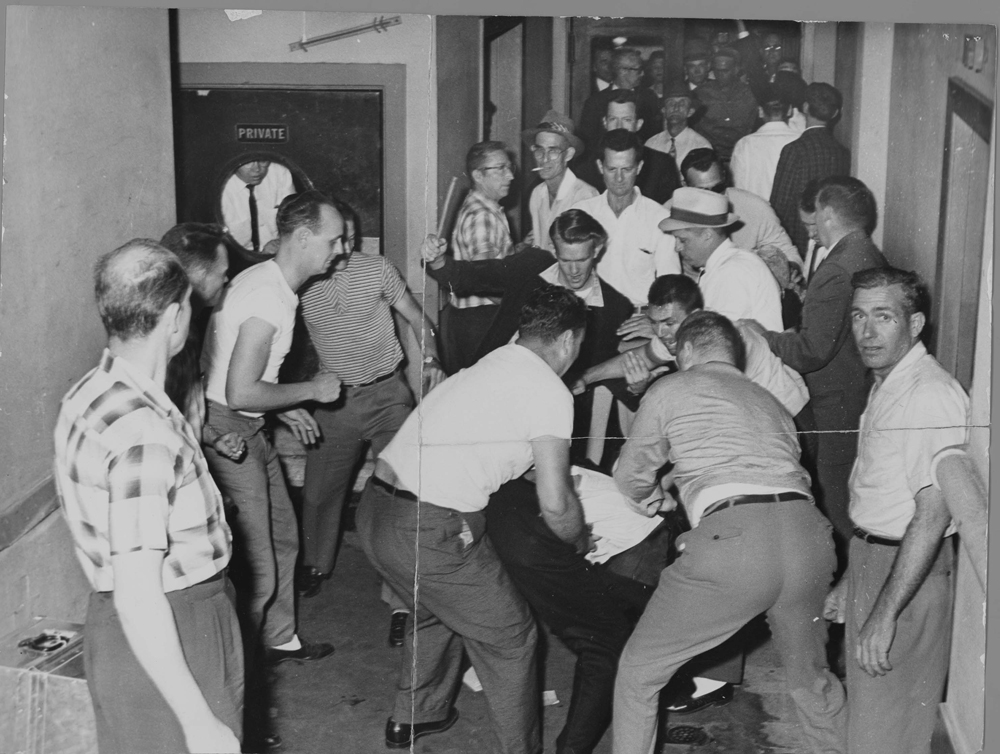
Napadení jezdců svobody v Birminghamu, Alabama (květen 1961).

Freedom Riders (jezdci svobody) bylo označení pro aktivisty hnutí za občanská práva, kteří využili mezistátních autobusových linek pro procestování center jihu USA, kde chtěli upozornit na přetrvávající rasovou segregaci. Jízdy svobody probíhaly v roce 1961 v reakci na rozsudek Nejvyššího soudu v případu Boynton versus Virginia, který postavil rasovou segregaci v dopravě mimo zákon, včetně čekáren a restaurací na nádražích. Avšak státy jihu USA se odmítly novému pořádku podvolit a v praxi se nic nezměnilo. Federální vláda sama zákon nijak nevynucovala. První jezdci svobody vyjeli z Washingtonu na začátku května 1961. Cesta měla skončit za 13 dní v New Orleans.
Taktikou jezdců svobody bylo nenásilným protestem upozornit na přetrvávající rasovou segregaci a případně vyvolat konflikt, který by přilákal pozornost médií. Posádku jezdců svobody tvořili jak Afroameričané, tak také běloši. Taktikou bylo, aby v jižanských městech bílí členové jezdců svobody používali zařízení vyhrazené pro Afroameričany a naopak. Jízdy svobody, nenásilný protest a násilné reakce obyvatel jihu USA přilákaly pozornost médií a národa k nelegální diskriminační praxi jižanských států, stejně jako dopomohly zvýšit význam hnutí za občanská práva. Členové jezdců svobody byly po cestě několikrát zatčeni za porušení místních předpisů a zákonů Jima Crowa. Často také byli napadeni bělošským obyvatelstvem.
Většinu jízd organizoval Congress of Racial Equality (CORE), některé organizovala Student Nonviolent Coordinating Committee (SNCC). Jízdy svobody navazovaly na akce tzv. sit-in, kdy se nenásilným sezením především studenti snažili upozornit na rasovou segregaci v jídelnách.

## Historie jízd svobody

### Počátky
Jezdci svobody se inspirovali cestou smíření z roku 1947, kterou organizovali Bayard Rustin a George Houser s cílem protestovat proti rasové segregaci ve veřejné dopravě. Cesta smíření měla otestovat rozsudek Nejvyššího soudu USA z případu Morgan versus Virginia, který v roce 1946 ukotvil, že rasová segregace v mezistátní veřejné dopravě je protiústavní. Tehdejší aktivisté byli zatčeni a odsouzeni k nuceným pracím. V roce 1961 jezdci svobody stejně tak chtěli otestovat rozsudek Nejvyššího soudu USA z případu Boynton versus Virginia, který v roce 1960 postavil rasovou segregaci v dopravě mimo zákon, včetně čekáren a restaurací na nádražích.
První jízda svobody začala dne 4. května 1961 ve Washingtonu ve dvou autobusech – společností Greyhound Lines a Trailways. Posádku vedl James Farmer, ředitel organizace Congress of Racial Equality (CORE). 13 jezdců tvořilo sedm Afroameričanů a šest bělochů. Původní cíl bylo projet Virginii, Severní a Jižní Karolínu, Georgii, Alabamu, Mississippi a skončit v Louisianě v New Orleans, kde se mělo konat shromáždění. Většina jezdců byli členové CORE nebo SNCC.
Taktikou bylo, aby jeden smíšený pár seděl na stejné sedačce, jeden Afroameričan seděl vepředu autobusu (což byla místa zpravidla vyhrazená pro bělochy), ostatní měli sedět libovolně ve zbytku autobusu. Jeden člen jezdců vždy musel sedět na sedadle dle místních zákonů, aby se vyhnul zatčení a mohl případně zavolat do ústředí CORE, aby připravili propuštění na kauci.
Cesta přes Virginii a Severní Karolínu se obešla bez větších komplikací. Avšak již ve městě Charlotte byl jeden z jezdců zatčen. Ve městě Rock Hill v Jižní Karolíně došlo k napadení jednoho z jezdců. K dalším zatčením došlo ve městech Winnsboro v Jižní Karolíně a Jackson v Mississippi.

### Incidenty v Alabamě

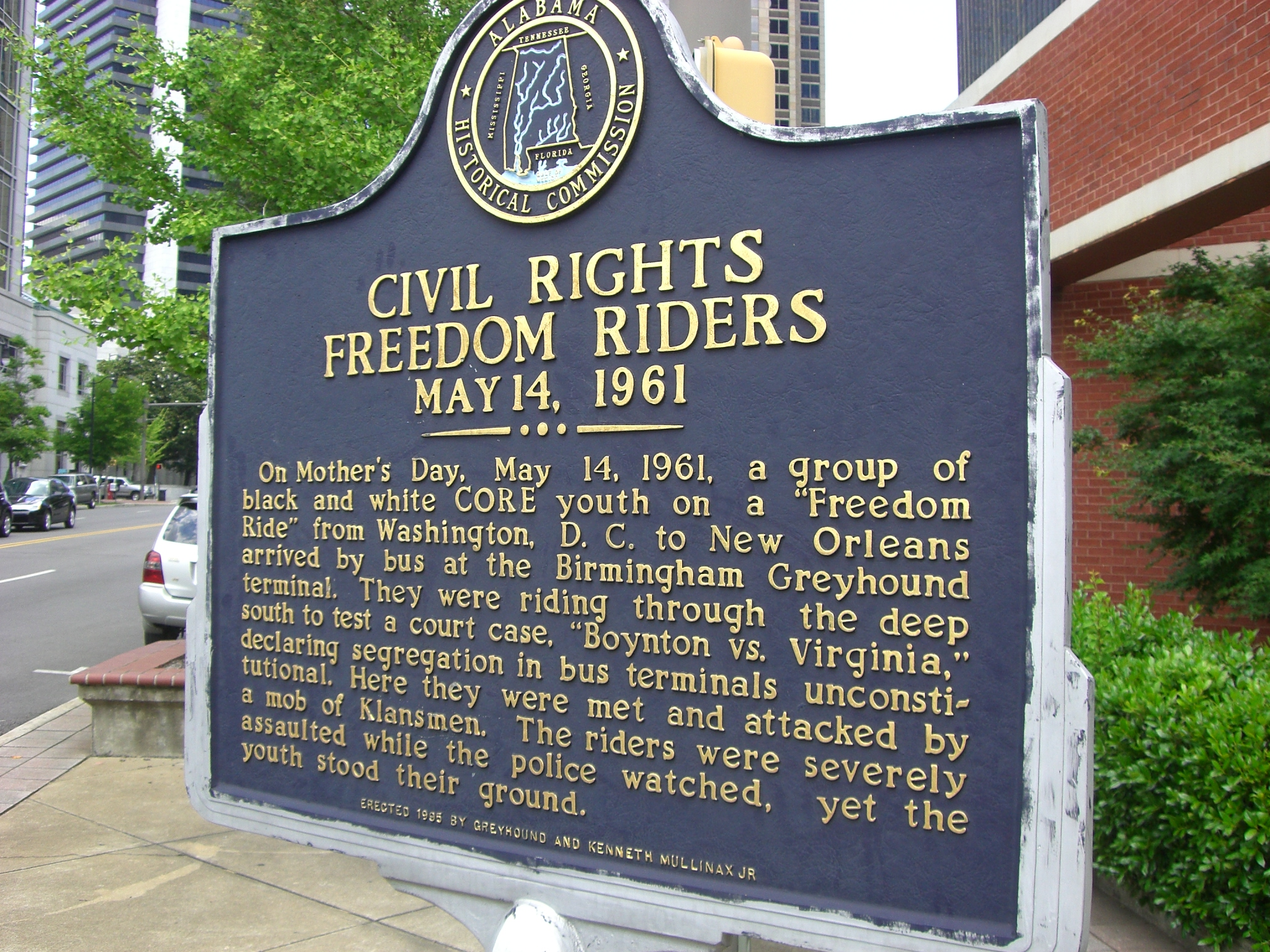
Pamětní deska v Birminghamu v Alabamě

K největším střetům došlo v Alabamě. V Birminghamu policejní komisař Bull Connor spolu s policistou Tomem Cookem a místní buňkou Ku Klux Klanu, organizovali protesty proti jezdcům svobody. Jejich cílem bylo ukončit celou akci. Tamní organizace byla infiltrována agentem FBI, který později vypověděl, že bylo dohodnuto, že policie nechá patnáctiminutové okno, kdy může dav beztrestně napadnout jezdce svobody. K jednomu útoku mělo dojít ve městě Anniston, ke druhému poté v Birminghamu.
Dne 14. května, na Den matek, byl napaden první ze dvou autobusů s jezdci svobody na palubě (autobus společnosti Greyhound). Útok vedl klan v Annistonu. Zablokovali výjezd autobusu z nádraží a propíchli mu pneumatiky. Porouchaný autobus odvezli kousek za město a tam ho zapálili. Klan se pokoušel udržet cestující v autobuse, aby uhořeli. Těm se ale podařilo z hořícího autobusu utéct. Venku je členové klanu zbili. Mezitím dorazily jednotky dopravní policie a varovnými výstřely rozehnaly dav a zachránily cestující před lynčem. Zranění byli převezeni do místní nemocnice, ale většině byla odmítnuta větší péče. Téhož večera se před nemocnicí začínal shlukovat dav. V noci místní reverend a člen hnutí za občanská práva Fred Shuttlesworth zorganizoval převoz zraněných do bezpečí.
Autobus společnosti Trailways dorazil na nádraží v Annistonu hodinu po autobusu společnosti Greyhound. Autobus byl přepaden osmi členy Ku Klux Klanu, kteří následně zbili cestující. Poté, co dorazili do Birminghamu, byl autobus opět obklíčen davem, který shromáždil Ku Klux Klan ve spolupráci s komisařem Connorem. Členové klanu opět brutálně zbili cestující. Mezi útočícími členy klanu byl také infiltrovaný agent FBI. Největšímu násilí čelili bílí jezdci svobody. Například aktivista James Peck po útoku potřeboval padesát stehů na zranění, která utrpěl zejména na hlavě. Peck byl nejdříve odvezen do nemocnice Carraway Methodist Medical Center, ta mu ovšem odmítla poskytnout péči, poté byl převezen do nemocnice Jefferson Hillman Hospital.
Celý incident přivedl pozornost médií. Ministr spravedlnosti Robert Kennedy poslal do Birminghamu svého asistenta Johna Seigenthalera, který měl situaci zklidnit. I přes zranění a neustále sílící hrozby se jezdci svobody rozhodli v cestě pokračovat. Robert Kennedy jim přislíbil eskortu do města Montgomery. Ale mezitím se v Montgomery začal shromažďovat další dav protestujících. Společnost Greyhound navíc oznámila, že její řidiči odmítají vézt jezdce svobody z důvodu vážného nebezpečí. Jezdci se proto rozhodli, že již v jízdě pokračovat nebudou a že se přepraví letecky rovnou do New Orleans. Nicméně s problémy se potýkali i na letišti, kde někdo nahlásil bombu.

### Jezdci svobody z Nashvillu
Ihned poté, co se původní jezdci svobody rozhodli cestu přerušit, se aktivistka Diane Nashová z organizací Nashville Student Movement a SNCC rozhodla v cestě pokračovat. Myslela si, že jinak by hnutí vyslalo signál, že k zastavení aktivit hnutí vždy postačí dostatečné násilí. Dne 17. května vyjelo z Nashvillu nových 10 jezdců svobody. Po příjezdu do Birminghamu byli na rozkaz komisaře Connora zatčeni. Ve vězení studenti neustále zpívali písně o svobodě. Connor se je proto rozhodl odvést na hranici Tennessee a tam je propustil. Studenti se okamžitě vydali zpět do Birminghamu.
V Birminghamu se k nim přidali dva z původních jezdců, kteří tam zůstali. K pokračování cesty mělo dojít 19. května. Ale autobusové nádraží bylo opět obklíčeno protestujícím davem a řidiči odmítli vyjet. Na autobus museli jezdci svobody čekat celou noc v obležení protestujícího davu. Pod tlakem Kennedyho vlády musela společnost Greyhound ustoupit a vypravit autobus s jezdci svobody. Po intenzivních jednáních Kennedyho aparátu s guvernérem Alabamy Johnem Pattersonem, byl guvernér nucen veřejně zajistit ochranu jezdcům svobody. Do Montgomery jel autobus neustále rychlostí kolem 90 mílí za hodinu v doprovodu dopravní policie.
Dopravní policie opustila autobus na hranici území města Montgomery. Na autobusovém nádraží na jezdce svobody již čekal další protestující dav. Cestující byli znovu brutálně zbiti. Místní policie nijak nezasáhla. Napadeni byli také přítomní novináři. Následující večer, 21. května, se u kostela First Baptist Church reverenda a aktivisty Ralpha Abernathyho v Montgomery sešlo 1500 osob na podporu jezdců svobody. Mezi řečníky byli také reverend Martin Luther King Jr., reverend Fred Shuttlesworth a aktivista James Farmer. Mezitím dorazil dav 3000 bělochů, který napadl shromážděné posluchače. Na pořádek dohlížela jen hrstka členů United States Marshals Service, kteří nedokázali takovou situaci zvládnout. Místní policie opět nezasáhla. Aktivisté proto požádali o ochranu prezidenta Kennedyho. Ten guvernérovi Pattersonovi jasně vzkázal, že buď zajistí ochranu občanům USA, nebo do státu pošle armádu. Guvernér vyslal Národní gardu, aby dav rozehnala.

### Taktika zaplnění věznic
Dne 22. května dorazily do Montgomery nové týmy jezdců svobody, aby pokračovaly v cestě. Mezitím prezident Kennedy vedl jednání s guvernéry Alabamy a Mississippi, jejichž výsledkem bylo zajištění ochrany pro cestu jezdců svobody těmito státy. Výměnou za policejní doprovod byl příslib federální vlády, že nebude zasahovat proti zatýkání aktivistů během porušování segregačních zákonů. Dne 24. května jezdci dojeli do Mississippi pod ochranou Národní gardy a dálniční policie. Nicméně na nádraží byli ihned zatčeni. Další vlna jezdců svobody byla zatčena již rovnou v Montgomery. Do Mississippi cestovali další a další jezdci svobody. Novou taktikou bylo naplnit vazební vězení na stanicích. Po jejich naplnění byli zadržení aktivisté převáženi do nechvalně známé věznice Mississippi State Penitentiary, kde byli uvězněni v části s největší ochranou. Museli být pouze ve spodním prádle, neměli právo na kontakt s vnějším světem, ani na vycházky na dvůr. Poté, co odmítli přestat zpívat písně o svobodě, jim byly zabaveny matrace a hygienické příslušenství. Postupně bylo zadrženo 300 aktivistů, kteří chtěli pokračovat v jízdách svobody. Zatčení získali podporu místní organizace Womanpower Unlimited, která vybírala prostředky na nákup hygienických potřeb, jídla a časopisů pro vězně.

### Kennedy volá po příměří

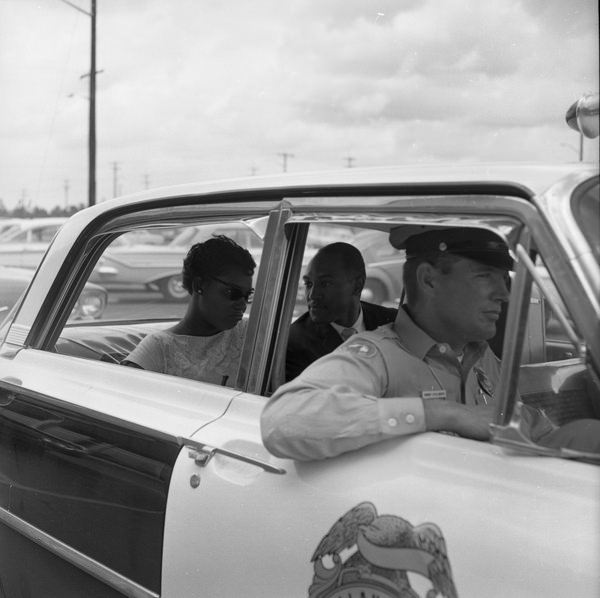
Aktivisté, zatčení v Tallahassee na Floridě (červen 1961)

Kennedy vyzval obě strany konfliktu k příměří. Chování jezdců svobody označil za nevlastenecké, jelikož destabilizovali obraz USA během vyhrocených chvil studené války. USA sklízelo kritiku od Sovětského svazu za rasismus a potlačování občanských práv Afroameričanů. Robert Kennedy například oznámil, že jeho ministerstvo spravedlnosti nemůže stát ani na jedné straně konfliktu. Kvůli mezinárodnímu tlaku Robert Kennedy vyzval dopravní společnosti, aby ukončily rasovou segregaci dle rozsudků Nejvyššího soudu.
CORE, SNCC a SCLC odmítly přestat s protesty. Naopak zřídily Freedom Riders Coordinating Committee, který měl koordinovat další a další přílivy jezdců svobody během léta 1961. Celkem se odhaduje, že se jízd svobody účastnilo kolem 450 osob, z nichž bylo 300 zatčeno jen v Mississippi. Většinu tvořili mladí muži, studenti. Jezdci svobody protestovali nejen proti rasové segregaci ve veřejné dopravě, na zastávkách a nádražích, ale také v restauracích, jídelnách a v hotelech. Tato taktika se osvědčila především u velkých řetězců. Hotely, které měly pobočky i na severu USA se bály celostátního bojkotu a proto jako první postupně opouštěly segregaci.
V polovině června 1961 jezdci svobody dorazili do Tallahassee na Floridě. Odtamtud měli odletět zpět domů. Nicméně ještě předtím se chtěli najíst v restauraci pouze pro bílé. Majitel raději restauraci zavřel, než aby je obsloužil. Nicméně jezdci trpělivě čekali než restaurace zase otevře, přičemž zmeškali svůj let.
V srpnu 1961 byla pořádána speciální jízda svobody na podporu militantního aktivisty Roberta F. Williamse z města Monroe v Severní Karolíně. Williams vyzýval k použití násilí proti násilí. Sám byl za tato slova suspendován v organizaci NAACP. Jezdci svobody byli v Monroe brutálně zbiti Ku klux klanem a místními obyvateli. Policie nezasáhla. Po zbití byli jezdci zatčeni a uvězněni. Incident se přenesl do nepokojů ve městě. Robert F. Williams vedl obranu černošských čtvrtí. Williams v této situaci zadržel bílý pár, který byl právě přítomný ve čtvrti. Za to byl později obviněn z únosu a místní policie požadovala po FBI, aby ho zatkli. William si byl jistý, že by se stal obětí lynče, proto z města uprchl a později odletěl ze země. Azyl mu poskytla Kuba. Za únos byli přesto odsouzeni další aktivisté.

### Výsledky
V září 1961 bylo plánováno masové shromáždění ve Washingtonu na podporu jezdců svobody. V listopadu 1961 už byla prosazena legislativa, která přikazovala, že na všech mezistátních dopravních linkách, včetně autobusů, nádraží, zastávek, jídelen, pítek apod. končí rasová segregace.